# Gelifracció

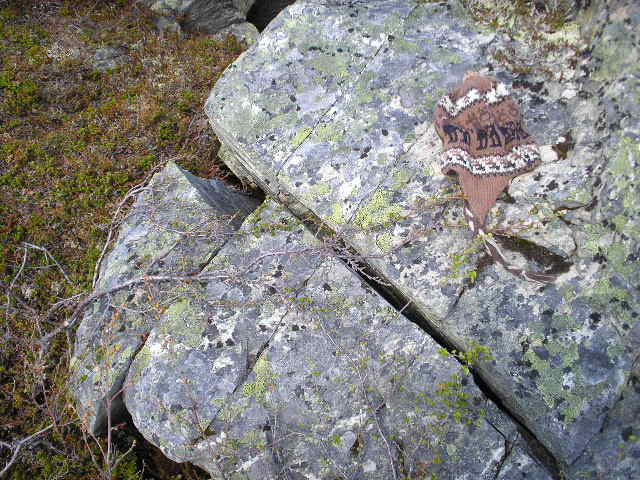
Acció de la gelifracció

La gelifracció o crioclàstia és un procés de meteorització mecànica que consisteix en la fragmentació de les roques deguda a l'augment de volum que, per congelació, es produeix en l'aigua que hi
ha a les esquerdes o als plans d'estratificació. Aquest procés es localitza en zones de climes humits i de freqüents alternances glaç-desglaç. Cantals, pedrisses, runars o tarteres són el resultat habitual de les gelades repetides: per això són més comuns a la muntanya mitjana o alta. Com que els productes de gelifracció són de dimensió molt vària, sol distingir-se la fragmentació (esquarterament o clivellament) que separa blocs, lloses o llenques, de la disgregació gra a gra, que esmicola les roques en superfície. Les roques més resistents són les massisses, de baixa porositat i sense juntes ni plans d'estratificació.
Quan un sòl humit es congela, l'increment de volum pot provocar-hi una expansió que repercutirà en la regolita no glaçada de sota. En resulta una mescladissa o revoltim (circumval·lacions), sobretot en ambients subàrtics. Quan el sòl es desglaça, esdevé moll i altament erosionable per manca de cohesió. Les pedres o els fragments grossos del sòl tendeixen a ser expulsats cap amunt, mentre que el material més fi es desplaça gra a gra.

## Expansió volumètrica
Quan l'aigua es congela augmenta de volum un 9% i, si està empresonada, pot exercir pressions de fins a 125Kg/cm². Els esforços resultants de la cristal·lització del glaç esqueixen la roca per les juntes o trenquen els vincles minerals. L'explicació tradicional ens diu que la fracturació de la roca en ambients on predomina el glaç-desglaç, és deguda a l'expansió de l'aigua en congelar-se. Darrerament però, predominen d'altres explicacions que s'adapten més a la realitat d'aquest fenomen.
L'explicació més recent es basa en la importància de l'aigua que resta empresonada als espais intersticials de la roca. És a dir, no tant en l'aigua que es pot escolar per les diàclasis de les roques en general sinó, per la que resta a l'interior de la mateixa degut a la porositat. Quan aquesta aigua continguda als espais intersticials es congela, augmenta de volum i, al no poder ser expulsada pels porus de la roca, resta empresonada, es dilata i provoca la fracturació d'aquesta. Aquest procés de meteorització mecànica provoca l'esmicolament de les roques en forma de clasts.

## Vegeu també

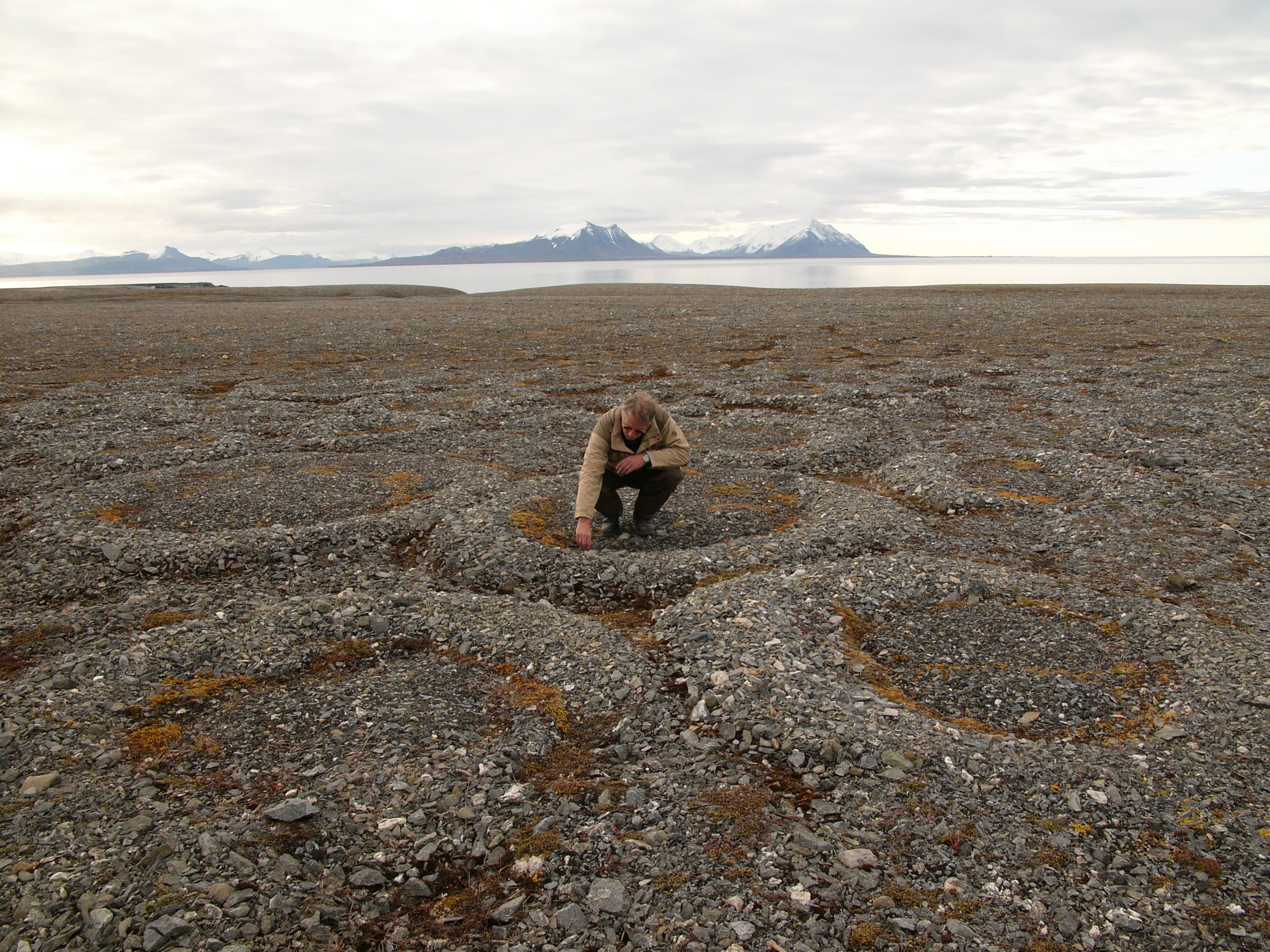
Procés de geliturbació